# Col Apache
Le col Apache (Apache Pass en anglais) est un col constituant un passage historique dans le comté de Cochise dans l'État de l'Arizona entre les monts Dos Cabezas et les monts Chiricahua, à environ 32 km au sud-est de Willcox.
La bataille d'Apache Pass s'y déroula en 1862.